# 1883
Évszázadok: 18. század – 19. század – 20. század
Évtizedek: 1830-as évek – 1840-es évek – 1850-es évek – 1860-as évek – 1870-es évek – 1880-as évek – 1890-es évek – 1900-as évek – 1910-es évek – 1920-as évek – 1930-as évek
Évek: 1878 – 1879 – 1880 – 1881 –  1882 – 1883 – 1884 – 1885 – 1886 – 1887 – 1888

## Események

### Határozott dátumú események
- március 28. – 28-áról 29-érevirradó éjjel Mailáth György országbírót, a főrendiház elnökét saját, a Budai Várnegyedben lévő lakásában Spitéli Oláh Mihály és Spanga Pál megtámadják – kötelet tekernek a nyaka köré, majd rongyot nyomnak le a torkán – és kirabolják. (Mailáth az erőszak következtében életét veszti. Támadóit és az értelmi szerzőt, az országbíró inasát, Berecz Jánost a hatóságok letartóztatták, s a bíróság mindhármukat halálra ítélte.)[1][2]
- augusztus 3. – A tiszaeszlári vérváddal kapcsolatos per felmentéssel zárul.[3]
- augusztus 6. – Goosen és Stellaland búr államok megalakítják a Stellalandi Egyesült Államokat.
- október 6. – Megalakul az Országos Antiszemita Párt.

### Határozatlan dátumú események
- az év folyamán –
  - A tiszaeszlári vérvád[4]
  - A Krakatau vulkán kitörése a Szunda-szorosban.

## Az év témái

### 1883 a tudományban
- február 25. Alakuló ülésén létrejön a Magyar Heraldikai és Genealógiai Társaság, és ugyanezen az ülésen megválasztják a Társaság folyóiratának, a Turulnak a két főszerkesztőjét, Nyáry Albertet és Fejérpataky Lászlót.[5]
- kihalt az utolsó fogságban élő kvagga.

### 1883 a vasúti közlekedésben
- június 5. – Párizsból elindul első útjára az Orient expressz.[6]

### 1883 a művészetben
- Verona  legnagyobb terén, a Piazza Brán leleplezték II. Viktor Emánuel olasz király szobrát.

## Születések
- január 5. – Sztójay Döme magyar miniszterelnök († 1946)
- január 10. – Edith Anne Robertson skót költő  († 1973)
- január 23. – Baló Zoltán magyar katonatiszt, posztumusz vezérőrnagy († 1966)
- február 1. – Bobory György magyar földbirtokos, magyar királyi titkos tanácsos, országgyűlési képviselő († 1949)
- február 5. – Nagy Lajos író, publicista († 1954)
- február 23. – Karl Jaspers filozófus († 1969)
- február 23. – Victor Fleming amerikai filmrendező (Elfújta a szél; Oz a csodák csodája) († 1949)
- február 25. – Falcione Kálmán magyar katonatiszt, ügyvéd, országgyűlési képviselő († 1975)
- február 25. – Szentiványi Lajos magyar ügyvéd, politikus, főispán, országgyűlési képviselő († 1956)
- március 10. – Haller György, festő- és grafikusművész († 1934)
- március 12. – Jávorka Sándor Kossuth-díjas botanikus, az MTA tagja († 1961)
- március 15. – Egry József, festőművész († 1951)
- március 27. – Szundy Jenő kertészeti szakíró († 1974)
- április 4. – Juhász Gyula, költő († 1937)
- április 10. – Sámuel Kornél, szobrászművész († 1914)
- április 30. – Jaroslav Hašek, cseh író († 1923)
- május 3. – Milotay István, jobboldali politikus († 1963)
- május 4. – Vang Csing-vej kínai politikus, a nankingi japán bábkormány vezetője 1940 és 1944 között († 1944)
- május 20. – Beke Ödön nyelvész, finnugrista, az MTA tagja († 1964)
- május 23. – Talányi Ferenc szlovén-magyar irodalmár († 1959)
- május 18. – Walter Gropius, német mérnök, a Bauhaus iskola alapítója († 1969)
- május 31. – Galimberti Sándor, magyar festőművész († 1915)
- június 1. – Czigány Dezső, magyar festő († 1937)
- június 15. – B. Ványi Gábor magyar gazdálkodó, országgyűlési képviselő († 1954)
- július 1. – Friedrich István politikus, miniszterelnök († 1951)
- július 3. – Franz Kafka csehországi német író († 1924)
- július 7. – Eitel Frigyes porosz királyi herceg porosz királyi és német császári herceg, a Német Császári Hadsereg vezérőrnagya († 1942)
- július 8. – Gerde Oszkár kétszeres olimpiai bajnok kardvívó († 1944)
- július 29. – Benito Mussolini olasz politikus, diktátor († 1945)
- július 31. – Karafiáth Jenő politikus, miniszter, Budapest főpolgármestere († 1952)
- szeptember 1. – Gsell János vegyész, orvos († 1958)
- szeptember 1. – Klemm Antal nyelvész, finnugrista, a magyar és finnugor történeti mondattan kiváló tudósa, az MTA tagja († 1963)
- szeptember 4. – Czóbel Béla festőművész († 1976)
- szeptember 11. – Bethlen Pál magyar ügyvéd, nagybirtokos, felsőházi tag († 1971)
- szeptember 22. – Oslay Ferenc magyar-szlovén történész, irredenta, író († 1932)
- szeptember 29. – Harsányi Lajos költő, író, római katolikus pap, a magyar katolikus líra egyik megújítója († 1959)
- október 8. – Otto Heinrich Warburg, német biokémikus a sejtlégzés terén elért kiemelkedő munkájáért 1931-ben megkapta a fiziológiai és orvostudományi Nobel-díjat († 1970)
- október 21. – Jány Gusztáv hivatásos katonatiszt, m († 1947)
- október 23. – Werkner Lajos kétszeres olimpiai bajnok vívó († 1943)
- október 25. – Erdődy Rudolf magyar királyi titkos tanácsos, földbirtokos, felsőházi tag († 1966)
- október 26. – Zemplén Géza kémikus, a Magyar Tudományos Akadémia tagja († 1956)
- november 2. – Lénárt János magyar ügyvéd, hódmezővásárhelyi városi politikus, országgyűlési képviselő († 1954)
- november 8.
  - Sir Arnold Bax, angol zeneszerző († 1953)
  - Krúdy Ferenc magyar agrárpolitikus, főispán, országgyűlési képviselő, az országgyűlés alelnöke (1943–1944) († 1973)
- november 11. – Ernest Ansermet, svájci karmester († 1969)
- november 26. – Babits Mihály, költő († 1941)
- december 12. – Zsélyi Aladár, gépészmérnök, repülőgép-tervező, a magyar repülés úttörője († 1914)
- december 14. – Uesiba Morihei, az aikidó alapítója († 1969)
- december 16. – Kós Károly, építész, grafikus, író († 1977)
- december 26. – Maurice Utrillo francia festőművész († 1955)

## Halálozások
- január 24. – Friedrich von Flotow, német zeneszerző (* 1812)
- február 9. – Cseh Menyhért katolikus pap, költő (* 1813)
- február 13. – Richard Wagner, német zeneszerző (* 1813)
- február 27. – Abaffy Lipót szlovák nyelvű író, evangélikus lelkész (* 1827)
- február 28. – Louis-Adolphe Bertillon francia statisztikus, mikológus (* 1821)
- március 14. – Karl Marx, német filozófus (* 1818)
- március 29. – Mailáth György országbíró, a főrendiház elnöke (* 1818)
- április 30. – Édouard Manet, francia festő (* 1832)
- június 17. – Vidats István az első magyar mezőgazdasági gépgyár alapítója (* 1802)
- augusztus 5. – Gróf Esterházy Miksa, diplomata, földbirtokos, aki a modern magyar sportélet egyik meghonosítója. Kezdeményezésére alakult meg az első hazai atlétikai egyesület, a Magyar-Athletikai Club (* 1837)
- augusztus 9. – Albert Ferenc, bölcsész, királyi tanácsos, az egri érseki csillagvizsgáló igazgatója és Heves megye tanfelügyelője (* 1811)
- augusztus 12. – Erdey Fülöp, orvos (* 1803)
- augusztus 19. – Borsos József, arcképfestő (* 1821)
- szeptember 3. – Ivan Szergejevics Turgenyev, orosz író (* 1818)
- november 1. – Bognár Ignác, magyar zeneszerző, a Nemzeti Színház ének-karnagya (* 1811)
- november 19. – Benkő Dániel, magyar mezőgazdasági szakíró, a Magyar Tudományos Akadémia levelező tagja (* 1799)
- december 14. – Földváry Károly, honvéd ezredes (* 1809)